# Oral Selkridge
Oral Armstrong Lincoln Selkridge (* 20. August 1962) ist ein ehemaliger antiguanischer Sprinter. 
Er trat bei den Olympischen Sommerspielen 1988 in Seoul über 400 m Hürden an. Mit Howard Lindsay, Alfred Browne und Larry Miller ging er im Staffellauf über 4 × 400 m an den Start. Selkridge arbeitet als Architekt in New York City.

## Familie
Er ist der Bruder von Barbara Selkridge.